# Mitte (Kassel)
Mitte, Kassel-Mitte – okręg administracyjny Kassel, w Niemczech, w kraju związkowym Hesja. W 2010 roku okręg liczył 7767 mieszkańców.